# Projet Darién
Pour les articles homonymes, voir Darien.
 (février 2009).
Si vous disposez d'ouvrages ou d'articles de référence ou si vous connaissez des sites web de qualité traitant du thème abordé ici, merci de compléter l'article en donnant les références utiles à sa vérifiabilité et en les liant à la section « Notes et références ».
Le projet Darién (Darien Scheme) est la plus connue des tentatives coloniales écossaises, sous forme de société par actions visant à développer le commerce entre deux océans, qui vit périr entre 1698 et 1700 la quasi-totalité des 2 500 Écossais s'étant installés dans l'isthme de Panama, dans la petite baie en face du Rendez-vous de l'île d'Or, où les pirates se réunissaient chaque année pour gagner le Pacifique par les rivières avec les Indiens Kunas. L'argent englouti dans ce projet échafaudé depuis quinze ans par Sir William Paterson, négociant parlementaire whig, représentait un cinquième du PIB[réf. nécessaire] écossais et l'indemnisation des actionnaires fut négociée en échange du rattachement de l'Écosse et de l'Angleterre en 1707 et la création de la Royal Bank of Scotland.

## Un capital de400 000sterling, 172 actionnaires et2 500colons
En 1695, une loi est votée au parlement écossais, l'Act for Encouraging Trade. Les Écossais ont alors le sentiment de n'être pas impliqués dans la révolution financière britannique. En 1695, peu après la grande famine de 1693-1694, qui fait flamber le prix des céréales en Europe, un acte du parlement écossais fonde la compagnie écossaise des Indes et d'Afrique qui l'autorise à armer et équiper des navires, et à établir des colonies dans les zones inhabitées ou non revendiquées d'Amérique, d'Asie ou d'Afrique, ce qui revient à concurrencer la Compagnie anglaise des Indes orientales. En quelques semaines, Sir William Paterson, figure de la City de Londres, réunit 600 000 livres, somme très élevée pour l'époque. Le gouvernement anglais décide cependant d'annuler l'opération pour éviter tout conflit avec l'Espagne, qui s’est alliée de manière inattendue à l’Angleterre en 1692, lors de la Guerre de la Ligue d'Augsbourg. L’Écosse, alors pays indépendant, prend le risque de financer seule l'opération en espérant que les Espagnols accepteront cette enclave commerciale sur la terre ferme de l'Amérique centrale.
Un capital de 400 000 livres sterling (soit entre un quart à un tiers de la richesse fiduciaire[réf. nécessaire] de l'Écosse) fut levé, après six mois de souscription auprès de 172 investisseurs, dont 136 Écossais, 41 marchands, 25 nobles et 7 femmes[précision nécessaire], en Écosse principalement à cause des réticences des marchands anglais et du gouvernement anglais qui empêchèrent la vente de parts à Amsterdam et Hambourg comme il était prévu initialement. La souscription fut lancée dans la taverne de Cross Keys à Édimbourg. Le chef de l'expédition, Sir William Paterson, était un parlementaire anglais actionnaire de la nouvelle Banque d'Angleterre créée en 1694, acteur important de la révolution financière britannique et parmi les fondateurs de la Banque d'Écosse.
En 1698, 2 500 colons écossais, répartis sur six grands bateaux et en deux expéditions partirent fonder une colonie dans la région de Darién, la partie la plus étroite de l'isthme de Panama. Ces colons, qui étaient d'anciens soldats, des marins, des marchands, des cultivateurs et les plus jeunes fils de l'élite écossaise, reçurent 50 à 150 acres anglo-saxons.

## Le témoignage du pirate Lionel Wafer
L'expédition s'installa sur le site de l'ancienne ville d'Acla, fondée 180 ans auparavant par les Espagnols et qui avait été abandonnée. Celui-ci se trouvait dans la région de l'île d'Or, qui fait face à une petite baie, à mi-chemin entre le golfe d'Uruba et l'archipel de San Blas. La baie fut renommée par les colons "Caledonia Bay", sur les lieux où le pirate Lionel Wafer avait vécu pendant quatre mois avec les Indiens Kunas, épisode qu'il raconte dans son livre publié en 1695, A New Voyage and Description of the Isthmus of America. L'expédition est partie un an après la publication du livre, dans lequel Lionel Wafer raconte la cohabitation entre les boucaniers huguenots français et les Indiens Kunas. Les historiens estimant que les premiers ont probablement transmis quelques décennies plus tard aux Kunas la technique textile de l'appliqué-inversé, pour la fabrication des molas. 
Les dirigeants de l'expédition consultèrent Lionel Wafer qui leur donna une vision idyllique des lieux, leur laissant croire qu'ils pourraient vivre du commerce avec les Kunas. En arrivant, William Paterson prit contact avec les indiens Kunas et les boucaniers français qui vivaient dans cette partie de l'isthme de Panama. Lorsqu'ils comprirent que les Écossais, très nombreux, voulaient s'installer définitivement en développant éventuellement des plantations, les Kunas adoptèrent à leur égard une attitude hostile. Trente ans plus tard, une colonie de 800 boucaniers huguenots qui vivaient non loin et avaient épousé des indiennes Kunas, subit la colère des indiens à qui des visiteurs avaient fait croire que les Français envisageaient d'importer des esclaves. 
La colonie écossaise de la fin du XVIIe siècle était régie par un comité dont le président changeait toutes les deux semaines, empêchant ainsi toute réelle solution aux problèmes rencontrés par les colons. Parmi ces problèmes, le premier fut la malaria, qui décima la moitié des passagers avant même l'arrivée à destination. Le mauvais temps et la proximité des Espagnols qui revendiquaient les terres sur lesquelles les Écossais s'étaient installés les ont aussi pénalisés. Pour une colonie installée dans le but de commercer avec des navires passant à la fois dans l'Atlantique et le Pacifique, le choix des marchandises n'était de plus pas adéquat : perruques, chaussures, bibles, vêtements de laine, pipes en terre.

## Les séquelles du massacre de Glen Coe
La colonie ne reçut aucune aide de la couronne ou des colonies britanniques des Antilles ou de la Jamaïque. Malgré la promesse faite dans l'acte de 1695 par Guillaume II d'Écosse (et III d'Angleterre). Les Écossais durent faire face par eux-mêmes aux assauts espagnols. En 1699, ils recrutèrent un capitaine jamaïcain afin d'attaquer les convois espagnols, mais sans grand effet. 
Peu de temps après, les Espagnols montèrent une expédition de 500 hommes afin de chasser les Écossais. L'opération fut un succès, beaucoup d'entre eux étant déjà morts de maladie ou de famine. Sur les 2 500 Écossais qui avaient tenté l'aventure, plus de 2 000 périrent et la plupart de ceux qui tentèrent de repartir en Écosse moururent aussi lors du voyage. Francis Borland, l'un des quatre révérends et un des rares survivants, a publié en 1715 un livre à Glasgow où il raconte son expérience : The History of Darien.
Parmi les leaders de la colonie figurait un Écossais des Highlands, le capitaine Thomas Drummond, à qui il fut reproché son implication dans le massacre de Glen Coe en 1692, plusieurs autres membres de la colonie y ayant perdu des membres de leur famille.

## À l'origine de la création de l'Acte d'Union
L'échec de l'expédition a ruiné les actionnaires et causé la faillite de l’Écosse, permettant à l'Angleterre de se poser en sauveuse lors de l'Acte d'Union de 1707, voté par le parlement écossais. Pendant sept ans, William Paterson, l'un des rares survivants, met tout en œuvre pour parvenir à cette issue, sur fond de tentatives successives de débarquement des troupes jacobites exilées en France. Le texte prévoit que les actionnaires de la Compagnie du Darien seront non seulement indemnisés complètement, à hauteur des 398 000 livres souscrites, mais recevront un intérêt de 5 %, dans l'attente qu'une solution soit trouvée, sous forme de nouvelle société. Plutôt que recevoir cet argent, les principaux actionnaires se sont regroupés dans la Company of Equivalent Proprietors en proposant un échange d'actions, permettant de donner un sens à cette indemnisation. 
Les titres de cette nouvelle société sont ensuite échangés contre les actions d'une Scottish Banking Company fondée en 1727. Très vite renommée Royal Bank of Scotland, elle est près de trois siècles plus tard la deuxième plus grande banque du Royaume-Uni. Ses archives contiennent plusieurs documents sur le schéma du Darién, qui laisse un souvenir fort en Écosse, au point de donner le nom de Darién à la ville qui est créée en 1730, sur les terres encore vierges de Géorgie puis de l’Acadie lorsque les Anglais s'en emparent après le Grand Dérangement de 1755.

## Un passage à travers l'isthme par les rivières
En 2003, puis en 2007, le professeur Mark Horton, archéologue à l'université de Bristol et présentateur à la BBC Coast series s'est rendu sur les lieux pour étudier la topographie et les cours d'eau. Il a conclu que la colonie avait choisi pour s'installer un excellent endroit en raison de la profondeur des cours d'eau, qui permettait une traversée rapide de l'isthme, probablement utilisée par les pirates qui se retrouvaient dans les années 1680 pour le "Rendez-vous de l'île d'Or", leur permettant de passer vers le Pacifique avec l'aide des Kunas. Selon lui, l'erreur de Paterson a été de compter sur le commerce avec les Indiens au lieu de s'assurer une subsistance agricole par leurs propres moyens. La colonie était ainsi adossée à une partie montagneuse où aucune plantation n'était possible. Parmi les objets invendables figuraient 4 000 bibles en anglais et 3 000 perruques poudrées. L'archéologue panaméen Carlos Fitzgerald Bernal a également soutenu cette thèse. Selon le professeur Horton, la première colonie de Virginie avait connu quasiment les mêmes difficultés un siècle plus tôt et celle du Darién aurait pu survivre.
Les fouilles de Horton permirent de retrouver le lieu du drame. Les cartes de l'époque rendaient cette tâche difficile en plaçant l'île d'Or trop au Sud-est, plus près de la côte qu'elle ne l'est réellement. Son équipe a exhumé des milliers de balles de mousquets très dispersées qui montrent que les conflits avec les Espagnols furent plus fréquents et plus durs que décrits par les documents d'époque, qui les ont minorés. Le danger constant avait privé l'expédition, avant son départ, d'une partie de ses apports financiers.
L'archéologue a aussi exhumé un cadran solaire portable témoignant de l'anxiété des colons, et qui appartenait probablement à Paterson. Il a découvert que ceux-ci ont dû construire, sans y être préparés, un mur de trois mètres de haut, sur plus de 400 mètres pour fermer l'accès à une presqu'île, en doublant ce mur d'un fossé large de 3 mètres.

## L'inspiration des écrits et réformes de John Law
Le processus d'échange de titres organisé en 1707 a inspiré les écrits d'un autre financier écossais, John Law, ainsi que la mise en place en 1718 en France du système de Law consistant à échanger des dettes publiques contre les actions d'une société aux perspectives prometteuses. Le rêve de commercer dans tout le Pacifique, appelé alors « mer du Sud » déclenche au même moment une spéculation du même type en Angleterre, appelée South Sea Bubble.